# Józef Perkowski
Józef Perkowski (ur. 23 listopada 1896 w Warszawie, zm. 24 lipca 1940 w Džiuginėnai na Litwie) – polsko-litewski ludoznawca, artysta grafik, zajmował się badaniem żmudzkiej sztuki ludowej, nauczyciel w lokalnym gimnazjum. 

## Życiorys
Józef Perkowski spędził całe dzieciństwo pod opieką swojej babci w domu rodzinnym swojej matki. Powrócił do Warszawy ze Żmudzi w 1923 roku. Wstąpił do Warszawskiej Szkoły Sztuk Pięknych, był członkiem Związku Polskich Artystów Grafików „Ryt”. Jego ulubionym sposobem twórczości był drzeworyt, jednak równie dobrze pracował w miedziorycie oraz suchą igłą. Jego prace skupiały się na pejzażu. W 1928 roku przyjechał na Żmudź, gdzie został do końca życia, aby zbierać materiały i dziedzictwo kultury żmudzkiej. Powiesił się miesiąc po aneksji Republiki Litewskiej przez ZSRR.

## Publikacje
Publikacje Józefa Perkowskiego dotyczyły głównie żmudzkiej sztuki ludowej oraz samej Żmudzi. Jego największą monografią była Forma i symbolika ornamentu w żmudzkiej sztuce ludowej opublikowana po raz pierwszy dopiero w 1980 roku, gdyż rękopis został zagubiony podczas drugiej wojny światowej. Do jego najbardziej znanych artykułów należały:
1. Uwagi o malarstwie ludowym w północno-zachodnim skrawku Żmudzi
2. O krzyżach i kapliczkach przydrożnych żmudzkich i polskich
3. O żmudzkich figurkach ludowych Matki Boskiej i Chrystusa Smutkielisa
4. Wpływy polskie w ludowej rzeźbie kapliczkowej na Żmudzi
5. Zdobnictwo ludowe na Żmudzi
6. Resztki dawnych wierzeń i kultów na Żmudzi

## Rodzina
Jego ojciec Seweryn Perkowski herbu Ślepowron (który z czasem zamienił się w Peretyatkowicz) pochodził z Podlasia. Był uczestnikiem powstania styczniowego, przez co po klęsce musiał wyemigrować do Francji, gdzie ukończył akademię medyczną. Powrócił do Warszawy w 1874 roku. Był znanym chirurgiem urologiem. W 1880 roku poślubił Wandę Teresę Juliannę z Gorskich, z którą miał trójkę czwórkę dzieci. Zmarł w 1907 roku.
Matka Józefa Perkowskiego, Wanda wywodziła się z polskiej rodziny ziemiańskiej zamieszkującej od dawna Żmudź. Do jej ojca należała miejscowość Dziuginiany. Jest to niewielka wieś położona 4 km od Telsz. Słynna z pobliskiego jeziora Germantas oraz wzgórza Dżiugas, z którym związane są liczne legendy. Swoją młodość spędziła w domu rodzinnym, pobierając nauki u domowych nauczycieli. Utrzymywała liczne kontakty z pobliskimi rodzinami. Współpracowała z archeologiem Tadeuszem Dawigrodem, z którym podróżowała po Litwie i zbierała liczne materiały. Zmarła w 1914 roku w Warszawie.
Józef był jednym z czwórki dzieci rodziców. Miał dwójkę braci, w tym jednego bliźniaka oraz starszą siostrę Jadwigę. Pierwszy z braci, Zygmunt urodził się w 1892 roku i zmarł 5 lat później. Siostra Jadwiga żyła w latach 1893–1974. Brat-bliźniak, Tadeusz zmarł w 1942 roku. Rodzeństwo było bardzo zżyte ze sobą. Józef pomagał siostrze w prowadzeniu szkoły na Żmudzi.